# Acidalia Colles
Acidalia Colles és un grup de turons del quadrangle Mare Acidalium de Mart, situat amb les coordenades planetocèntriques a 52.96 ° N i 340.37 ° E. Té 356.3 de diàmetre i va rebre el nom d'un tret albedo a 72 ° N, 70 ° O. El nom va ser aprovat per la UAI l'any 2000. El terme "Colles" és utilitzat per turons petits o knobs.